# Kétszemélyes pályaudvar
A Kétszemélyes pályaudvar Eldar Rjazanov 1982-ben bemutatott, a Szovjetunióban az év legnépszerűbb filmjének választott édesbús játékfilmje. A film különös szépsége a két sztár főszereplő remek alakításának, valamint a Nyikita Mihalkov által eljátszott gátlástalan epizódfigura megformálása nagyszerűségek is köszönhető.
A film hőse egy távol-keleti börtönlágerbe készül rövid szabadsága után visszatérni. Börtönbüntetésének oka egy bevállalt, nem általa, hanem a felesége által elkövetett halálos gázolás. Egy pályaudvaron, ahol hosszú ideig áll a vonata, megismerkedik egy pincérnővel és elkerülhetetlenül egymásba szeretnek. Időben vissza kell érnie a börtönbe, ami csak komoly izgalmak közepette az utolsó pillanatban sikerül. 
A pincérnő hűségesen várja a börtönbüntetés leteltéig.